# Língua mokilesa
O Mokilês ou Mwoakilloano é uma língua micronésia originalmente falada no atol Mokil, Estados Federados da Micronésia. Hoje, dos seus 1200 falantes somente 500 vivem em Mokil.

## Origens
A língua Mokilesa tem sua origem no atol Mokil (ou Mwoakilloa), mas houve migrações, havendo falantes a cerca de 160 km a oeste, em Pohnpei e partes dos Estados Unidos. Também tem sido referida como Mokil, Mwoakilese, ou Mwoakiloa. O atol Mokil junto com Pohnpei são geograficamente parte das Ilhas Carolinas que ficam ao norte de Papua-Nova Guiné. O atol Mokil Atoll é um distrito periférico de Pohnpei, parte dos Estados Federados da Micronésia.

## População
Mokileses é tanto o nome da população de Mokil como da a língua que essa população fala. Atualmente é falado em Mokil, mas em verdade cerca de 1050 nas vivem na Micronésia, sendo pouco mais de 900 em Pohnpei e menos de 150 no atol Mokil. Os outros 450 falantes estão espalhados pelos Estados Unidos (Lewis, Simons, e Fennig, 2013). Embora essa língua tenha  se originado em Mokil, ali vivem poucos. como informado acima, estando a maioria distante dali por causa da diápora. (Rehg & Bender, 1990) .

## Classificação
Mokiles é uma língua micronésia, parte das línguas austronésias, pertencendo ao subgrupo Ponapeico e tendo como línguas irmãs o pingelapês e o pohnpeiano. Tem cerca de 79% similaridade léxica com pingelapês, e 75% com o pohnapeiano  (conf.Lewis, Simons, & Fennig, 2013) .

## Vocabulário

### Indígena
- ‘‘soa’’ - folha
- ‘‘rot’’ - escuro
- ‘‘tihti’’ - delgado
- ‘‘pik’’ - areia
- ‘‘li’’ - canoa
- ‘‘doahk’’ - cão
- ‘‘ad’’ - nome

### Origem externa
O Mokilês tomou uma grande quantidade de palavras a partir de linguagens de estrangeiros que viajaram pela Micronésia, bem como de outras línguas da região. Algumas línguas Micronésia que influenciaram o Mokilês foram Pohnpeiano, Marshallês, Pingelapês e Kusaieanp (Rehg & Bender, 1990). A razão da presença no Mokilese de palavras emprestadas de outras línguas foi a convivência com povos dessas diversas ilhas por muitos anos. Devido à forma como essa influência ocorreu, não é fácil saber como ocorreu essa penetração das palavras, principalmente por não haver muita documentação disponível. Além disso, nem todas palavras assim emprestadas são fáceis de identificar porque tais línguas são mais ou menos relacionadas com o Mokilês. Sheldon P. Harrison (1976) acredita que haja mais palavras emprestadas de outras línguas da Micronésia, mas "é difícil dizer exatamente quantos por causa dos problemas para distinguir esses empréstimos a partir de palavras Mokilesas nativas." 
Palavras vindas do Pohnpeiano:
- ‘‘indan’’ – popular
- ‘‘pohnkahke’’ – preguiçosos
- ‘‘rahnmwahu’’ – saudações
- ‘‘wahnpoaroan’’ – ministro

Palavras vindas do Marshallês:
- ‘‘moado’’ – skilled navigator
- ‘‘mej’’ – exusto
- ‘‘doa’’ – cana de açúcar

O Mokilese também recebeu palavras de línguas estrangeiras, como alemão, espanhol, japonês e inglês, em função da colonização. A primeira dessas línguas a entrar em contato com Mokilês foi Espanhol, o que ocorreu no século XVI, quando os exploradores espanhóis descobriram a Micronésia (Hezel, 1992) e colonizaram o atol Mokil em 1886. Pouco depois, a Espanha vendeu a ilha para a Alemanha depois de terem perdido a guerra hispano-americana em 1898 (Encyclopedia Britannica, 2014). Mais tarde, em 1914, a ilha foi apreendida pelo Japão em 1919, e fortificada durante a Segunda Guerra Mundial, até que foi dominada pelos Estados Unidos em agosto de 1945 (Hezel, 1992). Posteriormente, tornou-se parte de um território sob tutela da ONU sob jurisdição dos Estados Unidos (1947), até que o território tutelado ser dissolvido em 1986 (Encyclopedia Britannica, 2014). Todo esse contato introduziu muitas palavras emprestadas para o Mokilês, poucas vindas do espanhol e do alemão, pois as durações de contato foram mais curtas.
Palavras vindas do Espanhol:
- ‘‘pwohla’’ – ball
- ‘‘mihsa’’ – mass

Palavras vindas do Alemão:
- ‘‘dois’’ – Alemanha
- ‘‘mahk’’ – Marco (moeda)

Palavras vindas do Japonês:
- ‘‘sasimi’’ – peixa, de ‘‘sashimi
- ‘‘middo’’ – luva de basebal, de ‘‘mitto
- ‘‘aramaki’’ – cinta de ventre, de ‘‘haramaki
- ‘‘ansu’’ – árvore de damasco, de ‘‘anzu no ki
- ‘‘ohdai’’ – esparadrapo, de ‘‘hotai
- ‘‘jidohsa’’ – carro, de ‘‘jidosha
- ‘‘jikeng’’ – teste, de ‘‘shiken
- ‘‘pehnggohsi’’ – defensor, de ‘‘bengosha

Palavras vindas do Inglês (antes 2ª grande guerra):
- ‘‘sehpil’’ – mesa
- ‘‘jip’’ – navio
- ‘‘kepden’’ – capitão
- ‘‘ama’’ – martelo
- ‘‘pilawa’’ – farinha, pão
- ‘‘roam’’ – rum
- ‘‘ju’’ – sapato
- ‘‘ehl’’ – inferno
- ‘‘krihn’’ – verde
- ‘‘inj’’ – polegada
- ‘‘dainj’’ – dança

Palavras vindas do Inglês (depois 2ª grande guerra):
- ‘‘delpwohn’’ – fone
- ‘‘kias’’ – gasolina
- ‘‘klohrahks’’ – alvejante
- ‘‘kirajiweid’’ – graduado
- ‘‘koangkiris’’ – congresso